# 习从真
习从真（1910年—1982年6月6日），又名习胜连。河北省行唐县西玉亭村人，中华人民共和国政治人物。

## 生平
1925年考入保定育德中学，1927年加入中国共产党。曾任中共保定市委委员，山西省农运部长、河东特委书记，河北保属特委组织部长兼定县中心县委书记等职。1933年4月被捕入狱，1937年1月出狱。抗日战争后，任冀南区战地动员委员会主任，冀南区委民运部副部长兼冀南工农青妇联合救国总会主任、部长等职。参加了全国土地会议。
中华人民共和国成立后，任北京市委直属机关党委书记、市委办公厅主任，广东省粤西区委第二书记。1953年11月至1954年10月，担任粤北区委第一书记；后改任中共中央华南分局委员、广东省计委主任，黑龙江省委委员、省工业部长、经委书记；1966年5月，担任云南省委委员、省工业交通部长兼省经委书记；后改任计委副主任。1977年9月至1979年9月，担任省委工交部政治部主任、工交部党委副书记、省革委副主任等职。1979年12月当选云南省第五届人大副主任。1982年6月6日，在昆明病逝，终年72岁。